# Belarussischer Fußballpokal 2015/16
Der Belarussische Fußballpokal 2015/16 war die 25. Austragung des belarussischen Pokalwettbewerbs der Männer. Das Finale fand am 21. Mai 2016 im Regionaler Sportkomplex Brest statt. Pokalsieger wurde der FK Tarpeda-BelAS Schodsina, der sich im Finale gegen Titelverteidiger BATE Baryssau durchsetzte.

## Modus
Im Gegensatz zur Liga wurde der Pokal im Herbst-Frühjahr-Rhythmus ausgetragen. In den ersten beiden Runden und im Finale wurden die Begegnungen in einem Spiel ausgetragen. Bei unentschiedenem Ausgang wurde zur Ermittlung des Siegers eine Verlängerung gespielt. Stand danach kein Sieger fest, folgte ein Elfmeterschießen. Ab der dritten Runde wurden die Sieger in Hin- und Rückspiel ermittelt. Der Pokalsieger qualifizierte sich für die UEFA Europa League.

## Teilnehmende Teams
| Wyschejschaja Liha (14) | Perschaja Liha (16) | Druhaja Liha (20) | Amatarskaja Liha (5)                                                                         |
| --- | --- | --- | -------------------------------------------------------------------------------------------- |
| - BATE Baryssau - Belschyna Babrujsk - FK Dinamo Brest - FK Homel - FK Njoman Hrodna - FK Hranit Mikaschewitschy - FK Minsk - FK Dinamo Minsk - Naftan Nawapolazk - FK Schachzjor Salihorsk - FK Slawija-Masyr - FK Sluzk - FK Tarpeda-BelAS Schodsina - FK Wizebsk | - FK Baranawitschy - FK Bjarosa-2010 - Chimik Swetlahorsk - FK Haradseja - FK Kobryn - Homeltschyhuntras Homel - FK Islatsch - FK Krumkatschy Minsk - FK Lida - Dnjapro Mahiljou - FK Orscha - FK Slonim - FK Smaljawitschy-STI - FK Smarhon - Swjasda BHU Minsk - FK Retschyza-2014 | - FK Aschmjany - FK Assipowitschy - Belata-Witeks Usda - FK Klezk - Kolas-Druschba Baranawitschy - Krutahorje Dsjarschynsk - FK Lutsch Minsk - FK Ljuban - Maladsetschna DjuSSch-4 - Pryasjorje Werchnjadswinski - FK Rahatschou-MK - AK Schdanowitschy Minsk - JuAS-DJuSSch Schytkawitschy - FK Schlobin - Spartak Schklou - Tarpeda Mahiljou - FK Tarpeda Minsk - Wertikal Kalinkawitschy - Wiktorija Marjina Horka - FK Wolna Pinsk | - FK Brestschylbud - FK Gasawik Wizebsk - FSK Hrodenski - Sarja Kruhlaje - FK Schodsina-2007 |

## 1. Runde
Teilnehmer war 9 Teams der dritten Liga und die 5 Amateurvereine, die sich über den regionalen Pokal qualifiziert hatten. Die unterklassigen Teams hatten Heimrecht.
| Datum      |                                   | Ergebnis              |                                    |
| ---------- | --------------------------------- | --------------------- | ---------------------------------- |
| 23.05.2015 | Sarja Kruhlaje (A)                | 3:0                   | FK Rahatschou-MK (III)             |
| 23.05.2015 | FK Schodsina-2007 (A)             | 0:1                   | FK Lutsch Minsk (III)              |
| 23.05.2015 | JuAS-DJuSSch Schytkawitschy (III) | 0:1                   | FK Ljuban (III)                    |
| 23.05.2015 | FSK Hrodenski (A)                 | 1:2                   | Kolas-Druschba Baranawitschy (III) |
| 23.05.2015 | FK Schlobin (III)                 | 3:1                   | Wiktorija Marjina Horka (III)      |
| 23.05.2015 | FK Brestschylbud (A)              | 4:4 n. V. (4:3 i. E.) | FK Klezk (III)                     |
| 24.05.2015 | FK Gasawik Wizebsk (A)            | 5:3                   | Tarpeda Mahiljou (III)             |

## 2. Runde
Teilnehmer waren die 7 Sieger der ersten Runde, 14 Zweitligaklubs und weitere 11 Drittligisten. Die unterklassigen Teams hatten Heimrecht.
| Datum      |                                    | Ergebnis |                              |
| ---------- | ---------------------------------- | -------- | ---------------------------- |
| 10.06.2015 | Pryasjorje Werchnjadswinski (III)  | 0:3      | Homeltschyhuntras Homel (II) |
| 10.06.2015 | Kolas-Druschba Baranawitschy (III) | 1:2      | FK Aschmjany (III)           |
| 10.06.2015 | Spartak Schklou (III)              | 2:1      | Belata-Witeks Usda (III)     |
| 10.06.2015 | Krutahorje Dsjarschynsk (III)      | 1:4      | FK Bjarosa-2010 (II)         |
| 10.06.2015 | FK Gasawik Wizebsk (A)             | 1:6      | FK Orscha (II)               |
| 10.06.2015 | Sarja Kruhlaje (A)                 | 0:3      | FK Baranawitschy (II)        |
| 10.06.2015 | FK Schlobin (III)                  | 1:3      | FK Retschyza-2014 (II)       |
| 10.06.2015 | FK Brestschylbud (A)               | 1:3      | FK Krumkatschy Minsk (II)    |
| 10.06.2015 | FK Ljuban (III)                    | 2:4      | FK Lida (II)                 |
| 10.06.2015 | Wertikal Kalinkawitschy (III)      | 1:5      | FK Slonim (II)               |
| 10.06.2015 | Maladsetschna DjuSSch-4 (III)      | 0:5      | FK Smaljawitschy-STI (II)    |
| 10.06.2015 | FK Assipowitschy (III)             | 0:1      | FK Kobryn (II)               |
| 10.06.2015 | FK Tarpeda Minsk (III)             | 0:4      | Chimik Swetlahorsk (II)      |
| 10.06.2015 | FK Wolna Pinsk (III)               | 2:0      | Swjasda BHU Minsk (II)       |
| 10.06.2015 | AK Schdanowitschy Minsk (III)      | 1:6      | FK Haradseja (II)            |
| 10.06.2015 | FK Lutsch Minsk (III)              | 1:3      | Dnjapro Mahiljou (II)        |

## 3. Runde
Teilnehmer waren die 16 Sieger der zweiten Runde, die 14 Mannschaften der Wyschejschaja Liha 2015 und 2 weitere Zweitligisten: FK Islatsch und FK Smarhon. Die unterklassigen Teams hatten Heimrecht.
| Datum             |                              | Gesamt |                                | Hinspiel | Rückspiel |
| ----------------- | ---------------------------- | ------ | ------------------------------ | -------- | --------- |
| 16.07./01.08.2015 | FK Baranawitschy (II)        | 1:3    | FK Slawija-Masyr (I)           | 1:1      | 0:2       |
| 16.07./01.08.2015 | Dnjapro Mahiljou (II)        | 2:7    | Naftan Nawapolazk (I)          | 0:4      | 2:3       |
| 17.07./01.08.2015 | Homeltschyhuntras Homel (II) | 3:4    | Belschyna Babrujsk (I)         | 1:2      | 2:2       |
| 18.07./01.08.2015 | FK Aschmjany (III)           | 2:8    | FK Hranit Mikaschewitschy (I)  | 1:3      | 1:5       |
| 18.07./01.08.2015 | FK Dinamo Brest (I)          | 5:4    | FK Bjarosa-2010 (II) 1         | 3:1      | 2:3       |
| 18.07./01.08.2015 | FK Kobryn (II)               | 0:6    | FK Homel (I)                   | 0:2      | 0:4       |
| 18.07./01.08.2015 | FK Krumkatschy Minsk (II)    | 2:6    | FK Sluzk (I)                   | 2:0      | 0:4       |
| 18.07./01.08.2015 | FK Lida (II)                 | 3:5    | FK Smarhon (II)                | 0:2      | 3:3       |
| 18.07./01.08.2015 | FK Haradseja (II)            | 0:2    | FK Minsk (I)                   | 0:0      | 0:2       |
| 18.07./01.08.2015 | Chimik Swetlahorsk (II)      | 2:5    | FK Islatsch (II)               | 0:2      | 2:3       |
| 18.07./01.08.2015 | FK Retschyza-2014 (II)       | 0:6    | FK Njoman Hrodna (I)           | 0:0      | 0:6       |
| 18.07./02.08.2015 | Spartak Schklou (III)        | 2:8    | BATE Baryssau (I)              | 2:1      | 0:7       |
| 18.07./02.08.2015 | FK Wolna Pinsk (III)         | 1:5    | FK Wizebsk (I)                 | 1:3      | 0:2       |
| 19.07./02.08.2015 | FK Orscha (II)               | 01:16  | FK Tarpeda-BelAS Schodsina (I) | 0:5      | 01:11     |
| 19.07./02.08.2015 | FK Slonim (II)               | 02:18  | FK Schachzjor Salihorsk (I)    | 01:10    | 1:8       |
| 19.07./02.08.2015 | FK Dinamo Minsk (I)          | 7:2    | FK Smaljawitschy-STI (II) 1    | 2:0      | 5:2       |

## Achtelfinale
Teilnehmer waren die 16 Sieger der dritten Runde.
| Datum             |                        | Gesamt    |                                 | Hinspiel | Rückspiel |
| ----------------- | ---------------------- | --------- | ------------------------------- | -------- | --------- |
| 08.09./15.11.2015 | FK Minsk (I)           | (a)4:4(a) | FK Slawija-Masyr (I)            | 2:1      | 2:3       |
| 12.11./16.11.2015 | Naftan Nawapolazk (I)  | 3:2       | FK Dinamo Brest (I)             | 3:1      | 0:1       |
| 14.11./18.11.2015 | FK Wizebsk (I)         | 2:4       | FK Schachzjor Salihorsk (I)     | 1:1      | 1:3       |
| 14./21.11.2015    | FK Homel (I)           | 0:5       | FK Sluzk (I)                    | 0:3      | 0:2       |
| 19.11./23.11.2015 | FK Smarhon (III)       | 1:9       | FK Tarpeda-BelAS Schodsina (I)  | 0:5      | 1:4       |
| 19.11./25.11.2015 | Belschyna Babrujsk (I) | 4:1       | FK Islatsch (II)                | 3:0      | 1:1       |
| 20.11./29.11.2015 | BATE Baryssau (I)      | 8:1       | FK Hranit Mikaschewitschy (I) 1 | 5:0      | 3:1       |
| 21.11./30.11.2015 | FK Dinamo Minsk (I)    | 2:1       | FK Njoman Hrodna (I)            | 1:1      | 1:0       |

## Viertelfinale
| Datum             |                       | Gesamt |                                | Hinspiel | Rückspiel |
| ----------------- | --------------------- | ------ | ------------------------------ | -------- | --------- |
| 19.03./06.04.2016 | FK Minsk (I)          | 2:0    | FK Schachzjor Salihorsk (I)    | 2:0      | 0:0       |
| 19.03./06.04.2016 | BATE Baryssau (I)     | 3:0    | FK Sluzk (I)                   | 1:0      | 2:0       |
| 20.03./06.04.2016 | FK Dinamo Minsk (I)   | 1:2    | FK Tarpeda-BelAS Schodsina (I) | 1:0      | 0:2 n. V. |
| 20.03./06.04.2016 | Naftan Nawapolazk (I) | 4:2    | Belschyna Babrujsk (I)         | 1:1      | 3:1 n. V. |

## Halbfinale
| Datum             |                                | Gesamt    |                   | Hinspiel | Rückspiel |
| ----------------- | ------------------------------ | --------- | ----------------- | -------- | --------- |
| 20.04./04.05.2016 | Naftan Nawapolazk (I)          | (a)2:2(a) | BATE Baryssau (I) | 2:2      | 0:0       |
| 20.04./04.05.2016 | FK Tarpeda-BelAS Schodsina (I) | 2:1       | FK Minsk (I)      | 1:1      | 1:0       |

## Finale
| Paarung                    | BATE Baryssau – FK Tarpeda-BelAS Schodsina |
| Ergebnis                   | 0:0 n. V., 2:3 i. E. |
| Datum                      | 21. Mai 2016 |
| Stadion                    | Regionaler Sportkomplex Brest |
| Zuschauer                  | 4.500 |
| Schiedsrichter             | Aljaksej Kulbakou |
| Tore                       | Elfmeterschießen: Jauren Klapozki (Latte) 1:0 Mirko Ivanić 1:1 Witalij Kwaschuk Jauhen Jablonski (gehalten) Jewgen Tschumak (gehalten) Ihar Stassewitsch (gehalten) 1:2 Serhij Schapowal 2:2 Maksim Waladsko 2:3 Dsjanis Trapaschko Kaspars Dubra (gehalten).                                                                          |
| BATE Baryssau              | Sjarhej Tschernik – Kaspars Dubra, Nemanja Milunović, Dsjanis Paljakou, Maksim Schaunertschyk – Juryj Kendysch (108. Aljaksandr Waladsko), Aljaksej Ryas (82. Maksim Waladsko), Mirko Ivanić, Jauhen Jablonski – Ihar Stassewitsch , Michail Hardsjajtschuk (115. Dsmitryj Anzileuski). Cheftrainer: Aljaksandr Jermakowitsch          |
| FK Tarpeda-BelAS Schodsina | Waleryj Famitschou – Aljaksej Pankawez , Waleryj Karschakjewitsch, Uladsimir Schtscherba, Arzjom Tscheljadsinski – Pawel Tscheljadka (91. Jauren Klapozki), Maksim Skawisch, Serhij Schapowal, Jewgen Tschumak – Anton Helenkow (115. Dsjanis Trapaschko), Wadsim Dsemidowitsch (80. Witalij Kwaschuk). Cheftrainer: Ihar Krywuschenka |
| Gelbe Karten               | Dsjanis Paljakou, Juryj Kendysch, Aljaksandr Waladsko – keine |